# 根舍孔鼬鳚
根舍孔鼬鳚（学名：Porogadus guntheri）为蛇鳚科孔鼬鳚属的鱼类。分布于日本相模湾水深916-1369.9米海区、骏河湾以及东海琉球海沟水深1000米海区等，属于太平洋西北部水深805-1530米海区的底层海鱼。该物种的模式产地在日本Sagami湾。